# Jan III (książę Meklemburgii, XIII w.)
Jan III (ur. 1266/1272, zm. 29 maja 1289) – książę Meklemburgii jako jeden z koregentów w latach 1287–1289.
Jan III był trzecim dzieckiem, a drugim synem Henryka I Pielgrzyma, od 1264 księcia Meklemburgii, oraz Anastazji Barnimówny, córki księcia szczecińskiego Barnima I Dobrego. Jego rodzeństwem byli Henryk II Lew i Ludgarda meklemburska. Urodził się po 1266, a na pewno nie później niż w 1272, bowiem w 1271 jego ojciec wyruszył w długą pielgrzymkę do Jerozolimy. Podczas podróży Henryk trafił do niewoli Saracenów w Kairze (początkowo uznawany był za zmarłego). Regencję w księstwie przejęli jego bracia Jan II i Mikołaj III oraz kuzyni, rywalizujący ze sobą. W 1287 żyjący jeszcze Mikołaj III oraz jego starszy brat Henryk II Lew dopuścili do formalnych współrządów Jana III. 
3 listopada 1288 Jan poślubił Helenę, córkę księcia rugijskiego Wisława II i Agnieszki, córki Ottona I Dziecięcia. Zmarł już w 1289 roku, utonąwszy w pobliżu wyspy Poel. Pochowano go we franciszkańskim klasztorze w Wismar. Już zapewne po jego śmierci urodziła się jego jedyna córka Ludgarda (ur. 1289/1290, zm. 1352), która w 1302 poślubiła Gerharda II z Hoya. Po śmierci męża Helena w 1299 wyszła ponownie za mąż za Bernarda II, księcia Anhalt-Bernburg.
Imię Jan III nosił też samodzielny władca Meklemburgii, panujący w latach 1416–1438.